# Grå kartlav
Grå kartlav (Rhizocarpon geminatum) är en lavart som beskrevs av Körb. Grå kartlav ingår i släktet Rhizocarpon och familjen Rhizocarpaceae.  Arten är reproducerande i Sverige. Inga underarter finns listade i Catalogue of Life.